# Kasi Lemmons
Kasi Lemmons (St. Louis, 24 de fevereiro de 1961) é uma cineasta, diretora e atriz estadunidense. Ela foi diretora de Eve's Bayou, Dr. Hugo, The Caveman's Valentine, Talk to Me, Black Nativity e, de seu filme de maior bilheteria, Harriet de 2019, sobre a abolicionista Harriet Tubman. Ela foi descrita pelo estudioso do cinema Wheeler Winston Dixon como "um testemunho contínuo das possibilidades criativas de um filme".

## Filmografia
- Eve's Bayou (1997)
- Dr. Hugo (1998)
- The Caveman's Valentine (2001)
- Talk to Me (2007)
- Black Nativity (2013)
- Harriet (2019)